# Werner Owart

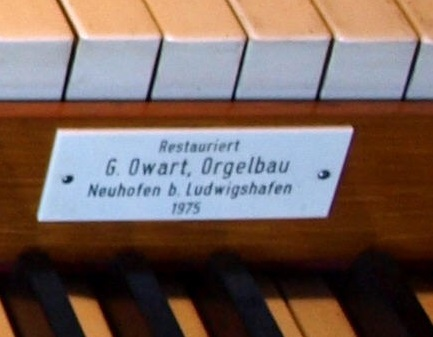
Firmenschild Owarts am Orgel-Spieltisch der Evangelischen Pfarrkirche in Freisbach

Werner Owart (* 13. November 1923 in Mannheim; † 4. Oktober 2017 in Neuhofen (Pfalz)) war ein deutscher Orgelbauer, -Restaurator und Organist mit Werkstattsitz in Ludwigshafen und später Neuhofen (Pfalz). Er baute hauptsächlich Orgeln für evangelische Kirchen in der Pfalz.

## Leben
Werner Owart wurde in Mannheim geboren. Nach seinem Abitur, Wehrdienst und anschließender Kriegsgefangenschaft lernte er das Orgelbauhandwerk bei Franz Heissler im Bad Mergentheimer Stadtteil Markelsheim. Dort absolvierte er seine Gesellen- und Meisterprüfung mit den Noten sehr gut und gut. Darüber hinaus absolvierte er ein pädagogisches Studium im Abschlussexamen. Im Jahr 1960 machte sich Owart als Orgelbauer in Ludwigshafen selbstständig. Im Jahr 1972 zog er seine Werkstatt nach Neuhofen in der Pfalz um. Bis in das Jahr 1989 baute er 51 neue Orgeln.

## Werkliste (unvollständig)
| Jahr | Ort                          | Gebäude                                                                       | Bild | Manuale | Register | Bemerkungen                                                                                  |
| ---- | ---------------------------- | ----------------------------------------------------------------------------- | ---- | ------- | -------- | -------------------------------------------------------------------------------------------- |
| 1960 | Ludwigshafen am Rhein        | Kapelle des Städtlichen Krankenhauses (heute Klinikum der Stadt Ludwigshafen) |      | I       | 5        |                                                                                              |
| 1972 | Frankweiler                  | Protestantische Kirche                                                        |      | II/P    | 17       | Historisches Gehäuse aus 1805 von Franz Bernhard Seuffert 2007 von Markus Graser restauriert |
| 1973 | Heuchelheim bei Frankenthal  | Protestantische Kirche                                                        |      | I/P     | 10       |                                                                                              |
| 1974 | Wachenheim an der Weinstraße | Simultankirche St. Georg                                                      |      | II/P    | 22       | In historischem Gehäuse aus 1883 von H. Voit & Söhne                                         |
| 1976 | Frankeneck                   | Protestantische Kirche                                                        |      | I/P     | 7        |                                                                                              |
| 1976 | Hüffler                      | Protestantische Kirche                                                        |      | I/P     | 7        |                                                                                              |
| 1976 | Dreisen                      | Protestantische Kirche                                                        |      | I/P     | 8        | In historischem Gehäuse aus 1812 von Philipp Christian Schmidt                               |
| 1976 | Frankenthal                  | Friedenskirche                                                                |      | II/P    | 11       |                                                                                              |
| 1979 | Dammheim                     | Protestantische Kirche                                                        |      | I/P     | 9        | In historischem Gehäuse aus 1749 von Johann Michael Hartung                                  |
| 1979 | Weingarten (Pfalz)           | Evangelische Pfarrkirche                                                      |      | II/P    | 15       | Historisches Gehäuse aus 1821 von Georg Geib                                                 |
| 1980 | Böbingen (Pfalz)             | Protestantische Kirche                                                        |      | II/P    | 13       | Historisches Gehäuse aus 1804 von Franz Ignace Seuffert                                      |
| 1980 | Bornheim (Pfalz)             | Protestantische Kirche                                                        |      | I/P     | 8        | In historischem Gehäuse aus 1799 von Andreas Ubhauser 1996 durch Gerhard Kuhn repariert      |
| 1981 | Großkarlbach                 | Protestantische Kirche                                                        |      | II/P    | 19       | Barockes Gehäuse aus der Zeit um 1740                                                        |
| 1981 | Kleinniedesheim              | Protestantische Kirche                                                        |      | I/P     | 10       | Hinter historischem Prospekt aus 1770 von Johann Peter Kampf                                 |